# GAZ-61
GAZ-61 a fost un vehicul off-road produs de GAZ din 1941 până în 1949. În jur de 289 de unități ale vehiculului au fost produse și vândute. A fost cel mai popular vehicul folosit ca mașină de personal de către Armata Roșie. S-a bazat pe GAZ-M1. De asemenea, a fost exportat în Bulgaria, Serbia, România și Croația, unde a fost folosit și ca mașină de personal. Aproximativ 62 dintre aceste vehicule au fost exportate în total. După război, vehiculul a continuat să fie produs și în jur de 98 de unități au fost produse în perioada 1945-1949. Vehiculul a fost înlocuit de vehiculul GAZ-64.